# قائمة أنواع الزغبة الإفريقية
يوجد عدة أنواع من جنس الزغبة أفريقية:  
- زغبة أنغولية (الاسم العلمي:Graphiurus angolensis)
- زغبة كريستية (الاسم العلمي:Graphiurus christyi)
- زغبة سميكة الذيل (الاسم العلمي:Graphiurus crassicaudatus)
- زغبة جونستونية (الاسم العلمي:Graphiurus johnstoni)
- زغبة كيلنية (الاسم العلمي:Graphiurus kelleni)
- زغبة لورينية (الاسم العلمي:Graphiurus lorraineus)
- زغبة السافانا الكبيرة (الاسم العلمي:Graphiurus microtis)
- زغبة موناردية (الاسم العلمي:Graphiurus monardi)
- زغبة الغابات الأفريقية (الاسم العلمي:Graphiurus murinus)
- زغبة ناغتغلاسية (الاسم العلمي:Graphiurus nagtglasii)
- زغبة منظارية (الاسم العلمي:Graphiurus ocularis)
- زغبة مسطحة الرأس (الاسم العلمي:Graphiurus platyops)
- زغبة صخرية (الاسم العلمي:Graphiurus rupicola)
- زغبة صامتة (الاسم العلمي:Graphiurus surdus)